# Ulf Lindgren (entreprenör)
Ulf Lindgren, född 22 augusti 1954, död 27 juni 2012, var en svensk ekonom.

## Utbildning
Lindgren disputerade vid Handelshögskolan i Stockholm 1982 på doktorsavhandlingen Foreign acquisitions: management of the integration process varigenom han blev ekonomie doktor. Han hade även en juris kandidatexamen från Stockholms universitet och hade studerat ryska och öststatskunskap vid Uppsala universitet. Han gick ut Tolkskolan i Sverige 1987.

## Karriär
Lindgren grundade 1982 konsultföretaget Nordic Management, vilket såldes till engelska L.E.K. Consulting 1990, där Lindgren blev Senior Partner. Han var även medgrundare till BTS Group 1986, en avknoppning från Nordic Management. 
År 1992-1997 var Lindgren Managing Partner för Bain Company Nordic, som han även grundade. Han var sedan delaktig i grundandet av Bain Capital i Europa. Han grundade även Net Insight AB tillsammans med sin bror Per och var företagets arbetande styrelseordförande till börsintroduktionen på Nasdaq OMX Nordic 1999. 
Lindgren var rektor och chef för Lorange Institute of Business i Zurich 2009-2010. Han var adjungerad professor i entreprenörskap på INSEAD, samt gästprofessor vid Stockholm School of Entrepreneurship.
Lindgren var investerare och styrelseledamot i många teknikföretag i Europa, USA och Asien. Han var rådgivare till VD och styrelser i några av de största koncernerna i Europa. Han hade skrivit flera böcker. 

## Böcker av Ulf Lindgren
- Internationella företagsförvärv, Stockholm, Sveriges exportråd, 1981[2]
- The 21st Century Board: Strategies for the Progressive Boardroom of the Future, utgiven av IEDP i London 2011